# Dave Cowens
Dave Cowens (Newport, 25 de outubro de 1948) é um ex-jogador e treinador de basquetebol profissional. Durante a sua carreira na National Basketball Association (NBA), Cowens, que tem 2.06 m, jogou no Boston Celtics e no Milwaukee Bucks. Cowens foi duas vezes campeão da NBA (1974 e 1976) ambas atuando com o Celtics. 
Ele foi introduzido no Basketball Hall of Fame em 1991.

## Carreira universitária
Depois de estudar no ensino médio em Newport Catholic High em sua cidade natal, Newport, Kentucky, Cowens jogou basquete universitário na Universidade Estadual da Flórida de 1967 a 1970. 
Ele marcou 1.479 pontos em 78 jogos (média de 19,0 por jogo) na universidade e está entre os 10 maiores pontuadores de todos os tempos da Universidade Estadual da Flórida.
Ele é o jogador com mais rebotes de todos os tempos da universidade com 1.340 rebotes (17,2 rebotes por jogo). Ele detém o recorde da equipe de melhor média de rebote (17,5 na temporada de 1968-1969). Ele uma vez pegou 31 rebotes (segunda melhor marca de todos os tempos) contra LSU na temporada de 1968-69.
Ele foi nomeado pra Segunda-Equipe All-America pela Sporting News em 1970. O número que ele usou (#18) foi aposentado.

## Carreira na NBA

### Ano de estreia
Apesar de alguns críticos acharem que Cowens era pequeno demais, Cowens foi escolhido como a quarta escolha geral do Draft da NBA de 1970 pelo Boston Celtics, em grande parte por recomendação do ex-jogador e treinador, Bill Russell. "Ninguém vai dizer àquele garoto que ele não pode jogar como Pivô", disse Russell sobre Cowens.
Durante seu ano de estreia, Cowens registrou uma média de 17,0 pontos e 15,0 rebotes por jogo. Ele foi nomeado para a Primeira-Equipe de Novatos e dividiu o prêmio de Novato do Ano com Geoff Petrie do Portland Trail Blazers. Ele também liderou a liga em faltas pessoais naquele mesmo ano.

### Meio da carreira
Em 1973, Cowens teve uma média de 20,5 pontos, 16,2 rebotes e 4,1 assistências, enquanto ajudava os Celtics a obter um recorde de 68-14. Naquela temporada, Cowens marcou 20 pontos e pegou 32 rebotes em uma vitória em casa sobre o Houston Rockets. Ele levou o Celtics para as semifinais, onde enfrentou o New York Knicks. Eles ganharam o primeiro jogo da série depois que Cowens registrou 15 pontos e 18 rebotes. No entanto, eles perderam para os Knicks em 7 Jogos.
Ele foi escolhido o MVP da NBA e o MVP do All-Star Game nessa mesma temporada. Cowens e Bill Russell são os únicos que foram eleitos o MVP da liga, mas não foram incluídos na Primeira-Equipe da NBA.
Na temporada seguinte, Cowens teve uma média de 19.0 pontos, 15.7 rebotes, 4.4 assistências e 1.3 bloqueios, enquanto guiava os Celtics para um recorde de 56-26. Cowens foi fundamental para trazer o Celtics para os playoffs, onde derrotou o Buffalo Braves em seis jogos e o New York Knicks em cinco. Nas finais, os Celtics enfrentaram o Milwaukee Bucks. As equipes dividiram os primeiros seis jogos, com cada equipe vencendo pelo menos uma vez em sua quadra. Isto levou a um decisivo Jogo 7 em Milwaukee. Os Celtics foram campeões graças a um forte desempenho de Dave Cowens, que registrou 28 pontos e 14 rebotes. John Havlicek foi nomeado o MVP das Finais da NBA.
Como prova de sua habilidade geral, Cowens é um dos cinco únicos jogadores (Scottie Pippen, Kevin Garnett, LeBron James e Giannis Antetokounmpo são os outros) a liderar sua equipe nas cinco principais categorias de estatísticas de uma temporada: pontos, rebotes, assistências, bloqueios e roubos de bola. Ele conseguiu a façanha na temporada de 1977-78, com média de 18,6 pontos, 14,0 rebotes, 4,6 assistências, 0,9 bloqueios e 1,3 roubos de bola quando o Boston terminou a temporada com um recorde de 32-50.
Em sua temporada final em Boston, 1979-80, Cowens ajudou os Celtics a melhorar o seu recorde para 61-21, depois de terminar em 29-53 na temporada anterior. Juntamente com o novato Larry Bird, Cowens teve uma média de 14,2 pontos, 8,1 rebotes e 3,1 assistências. Junto com Bird, Cedric Maxwell, Pete Maravich, Chris Ford, M.L. Carr e Rick Robey, Cowens e os Celtics derrotaram o Houston Rockets por 4-0 nas semi-finais da Conferência Leste, antes de perder para o Philadelphia 76ers de Julius Erving por 4-1 nas finais da Conferência Leste.

### 1° e 2° Aposentadoria
Cowens se aposentou em 1980, quando Boston contratou Kevin McHale e Robert Parish para substituí-lo. Boston, em seguida, ganhou o título de 1981 da NBA. "Eu torci o tornozelo pelo menos 30 vezes ao longo da minha carreira, parti as duas pernas e fraturei um pé", disse Cowens ao se aposentar. "Há dois anos, uma equipe de especialistas em ossos e pés disse que estava surpresa que eu pudesse jogar até aquele ponto sem sofrer ferimentos graves."
No entanto, na temporada de 1982-83, Cowens sentiu vontade de jogar novamente e conversou com os Celtics para voltar, pois seu contrato ainda estava ativo.
"Eu acho que seria melhor", disse ele sobre uma troca. "Os Celtics estão na frente (com Bird, McHale e Parish). Eles poderiam me trocar, trabalhar em alguma coisa. Sem desrespeitar Bill Fitch, eu aconselharia qualquer jogador mais jovem a jogar por ele, mas eu provavelmente seria melhor em outro lugar." 
Depois de negociar com o Phoenix Suns, o Celtics trocou Cowens para o Milwaukee Bucks, treinados por Don Nelson. Cowens obteve médias de 8,1 pontos, 6,9 rebotes e 2,1 assistências em 25 minutos por jogo com os Bucks, jogando ao lado de Bob Lanier, Marques Johnson, Sidney Moncrief e Junior Bridgeman.
O Bucks terminou a temporada com o recorde de 51-31 e derrotou o antigo time de Cowens, o Boston Celtics, por 4-0 nos playoffs da Conferência Leste. Os Bucks perderam por 4-1 para o eventual campeão da NBA, Philadelphia 76ers, nas finais da conferência Leste. Cowens se machucou no último jogo da temporada regular e não pôde jogar nos playoffs.
Cowens jogou 40 jogos no total para os Bucks durante a temporada de 1982-83, antes de se aposentar definitivamente.
Durante sua carreira na NBA, Cowens terminou com um duplo-duplo de média com 17,6 pontos e 13,6 rebotes, além de 3,8 assistências e 1,1 roubos de bola em 766 jogos. Cowens foi selecionado para oito All-Star Games, foi nomeado três vezes para a Segunda-Equipe da NBA e foi nomeado para a Primeira-Equipe de Defesa em 1976. Ele foi membro das equipes dos Celtics que foram campeões da NBA em 1974 e 1976.

## Carreira como treinador

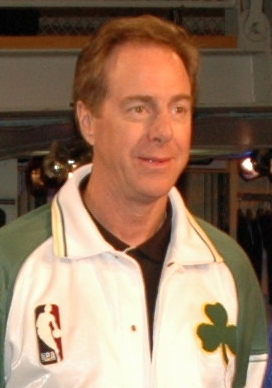
Cowens em 2005

Ele começou sua carreira de treinador, servindo como treinador-jogador do Boston Celtics durante a temporada de 1978-79, mas ele deixou o posto após a temporada e retornou como um jogador em tempo integral antes de se aposentar em 1980.
Cowens treinou o Bay State Bombardiers da Continental Basketball Association na temporada de 1984-85.
Cowens retornou à NBA como assistente-técnico do San Antonio Spurs de 1994 a 1996 e foi considerado para o cargo de treinador do Boston Celtics durante o período de entressafra de 1995.
Cowens foi treinador principal do Charlotte Hornets de 1996 a 1999 e do Golden State Warriors de 1999 a 2001, com 105 jogos.
Na temporada de 2005-2006 Cowens foi treinador principal do Chicago Sky da Women's National Basketball Association (WNBA).
Cowens foi assistente-técnico do Detroit Pistons de 2006 a 2009.

## Vida pessoal
Em 1990, Cowens, um ex-democrata, concorreu como republicano ao cargo de Prefeito de Massachusetts. No entanto, porque ele não se registrou em 5 de junho de 1989, ele não pôde participar da votação principal.
Cowens considerou fazer uma campanha de adesivos para a indicação republicana, no entanto, ele decidiu abandonar.

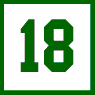
Os Celtics aposentou a camisa 18 de Cowens em 1981.

## Títulos e Homenagens
- Em 1973, Cowens foi introduzido no Hall da Fama dos Esportes da Florida.[16]

- A Universidade Estadual da Flórida aposentou a camisa #13 de Cowens.[17]

- Em 8 de Fevereiro de 1981, o Boston Celtics aposentou a camisa #18 de Cowens.[18]

- Em 1991, Cowens foi introduzido no Basketball Hall of Fame.[19]

- Cowens foi introduzido no Hall da Fama do Basquete Universitário em 2006.[20]

## Estatísticas

### Como jogador
| † | Campeão da NBA |

#### Temporada regular
| Ano      | Equipe    | PJ  | MPJ  | AP   | 3P   | LL   | RT   | AS  | BR  | TO  | PPJ  |
| -------- | --------- | --- | ---- | ---- | ---- | ---- | ---- | --- | --- | --- | ---- |
| 1970–71  | Boston    | 81  | 38.0 | .422 | –    | .732 | 15.0 | 2.8 | –   | –   | 17.0 |
| 1971–72  | Boston    | 79  | 40.3 | .484 | –    | .720 | 15.2 | 3.1 | –   | –   | 18.8 |
| 1972–73  | Boston    | 82  | 41.8 | .452 | –    | .779 | 16.2 | 4.1 | –   | –   | 20.5 |
| 1973–74† | Boston    | 80  | 41.9 | .437 | –    | .832 | 15.7 | 4.4 | 1.2 | 1.3 | 19.0 |
| 1974–75  | Boston    | 65  | 40.5 | .475 | –    | .783 | 14.7 | 4.6 | 1.3 | 1.1 | 20.4 |
| 1975–76† | Boston    | 78  | 39.8 | .468 | –    | .756 | 16.0 | 4.2 | 1.2 | 0.9 | 19.0 |
| 1976–77  | Boston    | 50  | 37.8 | .434 | –    | .818 | 13.9 | 5.0 | 0.9 | 1.0 | 16.4 |
| 1977–78  | Boston    | 77  | 41.8 | .490 | –    | .842 | 14.0 | 4.6 | 1.3 | 0.9 | 18.6 |
| 1978–79  | Boston    | 68  | 37.0 | .483 | –    | .807 | 9.6  | 3.6 | 1.1 | 0.8 | 16.6 |
| 1979–80  | Boston    | 66  | 32.7 | .453 | .083 | .779 | 8.1  | 3.1 | 1.0 | 0.9 | 14.2 |
| 1982–83  | Milwaukee | 40  | 25.4 | .444 | .000 | .825 | 6.9  | 2.1 | 0.8 | 0.4 | 8.1  |
| Carreira | Carreira  | 766 | 38.6 | .460 | .071 | .783 | 13.6 | 3.8 | 1.1 | 0.9 | 17.6 |
| All-Star | All-Star  | 6   | 25.7 | .500 | –    | .714 | 13.5 | 2.0 | 0.7 | 0.2 | 12.7 |

#### Playoffs
| Ano      | Equipe   | PJ | MPJ  | AP   | 3P   | LL   | RT    | AS  | BR  | TO  | PPJ  |
| -------- | -------- | -- | ---- | ---- | ---- | ---- | ----- | --- | --- | --- | ---- |
| 1972     | Boston   | 11 | 40.1 | .455 | –    | .596 | 13.8  | 3.0 | –   | –   | 15.5 |
| 1973     | Boston   | 13 | 46.0 | .473 | –    | .659 | 16.6  | 3.7 | –   | –   | 21.9 |
| 1974†    | Boston   | 18 | 42.9 | .435 | –    | .797 | 13.3  | 3.7 | 1.2 | 0.9 | 20.5 |
| 1975     | Boston   | 11 | 43.5 | .428 | –    | .885 | 16.5* | 4.2 | 1.6 | 0.5 | 20.5 |
| 1976†    | Boston   | 18 | 44.3 | .457 | –    | .759 | 16.4* | 4.6 | 1.2 | 0.7 | 21.0 |
| 1977     | Boston   | 9  | 42.1 | .446 | –    | .773 | 14.9  | 4.0 | 0.9 | 1.4 | 16.6 |
| 1980     | Boston   | 9  | 33.4 | .476 | .000 | .909 | 7.3   | 2.3 | 1.0 | 0.8 | 12.0 |
| Carreira | Carreira | 89 | 42.3 | .451 | .000 | .744 | 14.4  | 3.7 | 1.2 | 0.9 | 18.9 |

### Como treinador
|              |          |       |          |          |      |                        | Playoffs | Playoffs | Playoffs | Playoffs |                                 |
| Time         | Ano      | Jogos | Vitórias | Derrotas | %    | Classificação          | Jogos    | Vitórias | Derrotas | %        | Resultado final                 |
| ------------ | -------- | ----- | -------- | -------- | ---- | ---------------------- | -------- | -------- | -------- | -------- | ------------------------------- |
| Boston       | 1978–79  | 68    | 27       | 41       | .397 | 5th no Atlântico       | -        | -        | -        |          | Não foi para os playoffs        |
| Charlotte    | 1996–97  | 82    | 54       | 28       | .659 | 4th na Divisão Central | 3        | 0        | 3        | .000     | Perdeu na Primeira Rodada       |
| Charlotte    | 1997–98  | 82    | 51       | 31       | .622 | 3rd na Divisão Central | 9        | 4        | 5        | .444     | Perdeu nas Semi-finais de Conf. |
| Charlotte    | 1998–99  | 15    | 4        | 11       | .267 | (Demitido)             | –        | –        | –        | –        | –                               |
| Golden State | 2000–01  | 82    | 17       | 65       | .207 | 7th no Pacifico        | –        | –        | –        | –        | Não foi para os playoffs        |
| Golden State | 2001–02  | 23    | 8        | 15       | .348 | (Demitido)             | –        | –        | –        | –        | –                               |
| Carreira     | Carreira | 352   | 161      | 191      | .457 |                        | 12       | 4        | 8        | .333     |                                 |

Fonte: